# Ferdinandovac
Ferdinandovac – wieś w Chorwacji, w żupanii kopriwnicko-kriżewczyńskiej, w gminie Ferdinandovac. W 2011 roku liczyła 1676 mieszkańców.